# Рајнхолд Митерленер
Рајнхолд Митерленер (рођен 10. децембра 1955.) је аустријски политичар, својевремено председник Аустријске народне партије (ОВП), министар економије у аустријској влади, вицеканцелар и вршилац дужности канцелара Аустрије.

## Младост и образовање
Митерленер је рођен у Хелфенбергу, у Горњој Аустрији, 10. децембра 1955. Докторирао је право на Универзитету Јоханес Кеплер у Линцу 1980. године. Потом је похађао постдипломски курс из менаџмента у Фрибургу.

## Каријера
Од 1980. до 1992. Митерленер је радио у Привредној комори Горње Аустрије, где је обављао различите функције, укључујући и директора маркетинга. Од 1992. до 2000. био је генерални секретар Аустријске економске лиге (ÖWB) у Бечу. Поред тога, био је локални политичар у Ахорну од 1991. до 1997. Именован је за председника странке округа Рорбах у мају 2002.

### Посланик у аустријском парламенту, 2000–2008
Као члан Аустријске народне партије (ОВП), Митерленер је изабран у аустријски парламент 8. фебруара 2000, где је радио у Комитету за рад и социјална питања (2000–2008); Одбор за економска питања (2000–2008); и комитет за финансије (2003–2008).
У међувремену, такође 2000. године, Митерленер је именован за заменика генералног секретара Аустријске савезне економске коморе (WKO), држећи ту функцију до 2008.

### Савезни министар економије, 2008–2017
Након националних избора 2008. године, 2. децембра 2008. Митерленер је именован за савезног министра привреде, породице и омладине као део коалиционе владе коју је предводио канцелар Вернер Фајман. Године 2008. именован је и за потпредседника Аустријске енергетске агенције.
Митерленер је био један од водећих кандидата за наследника Јозефа Прела, који је напустио руководство странке у априлу 2011. Уместо тога, од 2011. до 2014. био је заменик савезног председника Народне странке и тек у септембру 2014. постао је наследник Михаела Шпинделегера на месту председника странке. Од Шпинделегереа је преузео и функцију вицеканцелара Аустрије.
Након што је ОВП изгубио гласове на покрајинским изборима од десничарске, антиимиграционе Партије слободе (FPÖ) 2015. године, Митерленер је јавно запретио да ће напустити коалициону владу ако Фајманови социјалдемократски партнери не пооштре своју политику према мигрантима и одустану од идеје Аустрије као "државе благостања".
Након оставке тадашњег савезног канцелара Вернера Фајмана, Митерленер је био привремени шеф владе од 9. до 17. маја 2016. године све док Кристијан Керн није положио заклетву.

## Остале активности

### Корпоративни одбори
- Председавајући надгледног одбора Осигуравајућег друштва Горње Аустрије (од 2019)[17][18]
- Члан саветодавног одбора Глобал Хидро Енергије (Global Hydro Energy)[19]

### Непрофитне организације
- Председник Аустријског истраживачког друштва (од 2018)[20][21]
- Национални фонд Републике Аустрије за жртве националсоцијализма, по службеној дужности члан управног одбора
- Индустрисјко научни институт, члан управног одбора
- Међународна асоцијација за размену студената за техничко искуство (ИАЕСТЕ), члан управног одбора

## Лични живот
Митерлехнер је ожењен и има три ћерке.